# Математична демографія
Математична демографія — це ділянка демографії, що стосується артикуляції, аналізу та емпіричного застосування теоретичних моделей чи уявлень населення та демографічних процесів шляхом використання математики, включаючи математичну статистику. Ця спеціальність має коріння в актуальній науці, біології, математиці та статистиці.

## Предмет та завдання математичної демографії
Предметом математичної демографії є вивчення за допомогою математичних методів кількісних і якісних закономірностей відтворення населення.

### Завдання матетичної демографії
- Розробка математичних моделей відтворення населення.
- Вироблення кількісних показників для характеристики руху населення.
- Розробка інструментарію багаторегіонального демографічного аналізу (міжрегіональні переміщення).[1]

## Об'єкти, що підлягають дослідженню
Математична демографія включає створення та аналіз :
- Математичні моделі населення (популяції);
- Рівень смертності та народжуваності;
- Залежність співвідношення кількості жінок до чоловіків;
- різні типи нестабільності в популяції.

Крім того, розглядаються :
- Підходи до стабілізації населення;
- Демографічна теорія стосунків;
- Мікродемографія, наприклад: на народжуваність — також впливають контрацептиви;
- Сімейна демографія.

## Приклади математичої демографії

### Приклад 1: Розрахунок чистого коефіцієнта відтворення населення (нетто-коефіцієнт відтворення)
Чистий коефіцієнт відтворення населення (нетто-коефіцієнт відтворення) — коефіцієнт відтворення населення, що виражений середнім числом дівчаток, яких жінка народила за весь плідний період її життя і які дожили до віку, в якому була жінка при народженні цих дівчаток.
Цей коефіцієнт характеризує, таким чином, ступінь заміщення покоління жінок їх дочками при тривалому збереженні існуючих рівнів народжуваності і смертності жіночого населення. Чистий коефіцієнт відтворення являє собою узагальнену характеристику рівнів народжуваності і смертності, існуючих в даний період. Він показує, що чисельність стабільного населення, відповідного реального з даними коефіцієнтами народжуваності та смертності, які приймаються незмінними, змінюється в R H раз за час Т, тобто за довжину покоління.
Якщо нетто-коефіцієнт дорівнює одиниці, це означає, що чисельність покоління дочок, які доживають до віку своїх матерів при їх народженні, дорівнює чисельності жінок в материнському поколінні. При нетто коефіцієнті менше одиниці, що зберігається тривалий час, створюється в перспективі загроза денонуляції, тобто скорочення чисельності населення.

### Приклад 2: Таблиця смертності (таблиця дожиття).
Таблиця смертності — (англійська mortality (life) table) — упорядкований ряд взаємопов'язаних величин, що характеризують зменшення з віком деякої сукупності народжених унаслідок смертності, які використовує страхова компанія для розрахунку страхових тарифів. Вона є системою показників, які вимірюють частоту смертності в різні періоди життя та частоту дожиття до кожного наступного віку.
Джон Граунт був першим, хто створив математичну таблицю смертності.
Ідеї Дж. Граунта знайшли продовження в працях Е. Галлея, Д.Бернуллі, У. Петті.
Е. Галлей розробив у 1693 році першу таблицю смертності, він увів поняття “ймовірна
тривалість життя”
Для побудови таблиць смертності та середньої очікуваної тривалості життя використовуються такі дані:
1. Розподіл померлих за однорічними та п'ятирічними віковими групами з урахуванням померлих невідомого віку.
2. Розподіл постійного населення за однорічними та п'ятирічними віковими групами на початок року.
3. Розподіл народжених за статтю.
4. Розподіл померлих немовлят за роком народження з урахуванням померлих невідомого року народження.
Інтерпретація даних таблиці смертності: Використовуючи показники смертності, страхова компанія з високим ступенем імовірності може припустити, що вподовж найближчого року з 1000 застрахованих у віці 40 років може померти 4 чоловіки, 50 років — 8 чоловік, 60 років — 17 чоловік. Таким чином, страховій компанії стає відомою кількість виплат при страхуванні на випадок смерті.
Показники смертності мають варіативний характер для міської та сільської місцевості, для окремих регіонів і особливо для чоловіків та жінок. Таким чином, таблиці смертності, дають можливість страховій компанії визначити кількість виплат як за випадками смерті, так і за випадками дожиття застрахованих до певного віку. Страхування життя неможливе без використання вищенаведених розрахунків та даних термінів.

### Приклад 3: Таблиця народжуваності.
Однією з важливих завдань статистичного аналізу народжуваності та відтворення населення є побудова таблиць народжуваності.
Таблиці народжуваності є умовну числову демографічну модель, що характеризує процес дітонародження в деякому поколінні жінок. Це "упорядкований ряд чисел, що показують зміну в часі частоти і інших характеристик процесу дітонародження в деякій сукупності жінок> І.
Так само як і інші види демографічних таблиць (наприклад, таблиці смертності, шлюбності та ін.), Таблиці народжуваності містять систему взаємопов'язаних показників, що характеризують даний демографічний процес незалежно від демографічної структури населення. Отже, вони можуть бути використані для порівняльної характеристики рівня народжуваності в динаміці по різних територій і по різних групах населення, а також для демографічного прогнозування.
Таблиці народжуваності можуть бути побудовані як для жінок, так і для чоловіків, проте для чоловіків подібні демографічні моделі будуються вкрай рідко. В якості незалежної змінної в таблицях народжуваності виступають вік жінок або тривалість шлюбу.
Зазвичай використовуються таблиці, показники яких розраховуються для календарного року або для дворічного періоду.
Залежно від включення в таблицю народжуваності черговості народження дитини у матері розрізняють загальні таблиці, побудовані без урахування черговості народження, і спеціальні (з включенням даної ознаки).
Залежно від шлюбного стану жінок загальні і спеціальні таблиці можуть бути побудовані або для всіх жінок репродуктивного віку (що складаються і не перебувають у шлюбі), або тільки для жінок, які перебували у шлюбі.
За ступенем деталізації віку таблиці діляться на повні і короткі. Повні таблиці будуються по однорічним віковим інтервалам від 15 до 54 років (або по однорічним інтервалах тривалості шлюбу). У коротких таблицях народжуваності вік змінюється з кроком п'ять років від 15-19 (або до 20 років), 20-24, 25-29 і т. д. до 50-54 (або 50 років і старше).
Таблиці народжуваності можуть бути побудовані за методом умовного і реального поколінь. Показники таблиць народжуваності для умовного покоління в основному дають можливість для дослідження впливу на народжуваність факторів недемографическими характеру, властивих щодо короткому періоду спостереження, тим часом як показники таблиць народжуваності для реального покоління націлені на дослідження факторів, що впливають на даний демографічний процес тривалий час.